# Sahih Muslim
Il Ṣaḥīḥ di Muslim in arabo صحيح مسلم‎?, Ṣaḥīḥ Muslim, titolo completo al-Musnad al-ṣaḥīḥ bi-naklīl ʿadlī) è una delle sei maggiori collezioni di ḥadīth della tradizione orale sunnita, riguardante cioè detti e opere del profeta Maometto. Essa è la seconda più importante dopo il Ṣaḥīḥ di al-Bukhari. Venne compilata da Muslim ibn al-Hajjaj, noto anche come Imam Muslim. Ṣaḥīḥ è la traduzione di autentico, "sano" o corretto.

## Raccolta
L'Imam Muslim ibn al-Hajjaj nacque nel 202 dell'Egira a Nīshāpūr in Iran in una famiglia Persiana (817/818CE) e morì nel 261 sempre a Nīshāpūr. Egli viaggiò molto per ampliare la raccolta di ḥadīth, in Iraq, nella penisola Arabica, in Siria e in Egitto. Sui circa 300.000 ḥadīth che esaminò, circa 4.000 vennero scelti per l'inserimento nella raccolta, basandosi su criteri di assoluta autenticità. Ogni aspetto nella sua collezione è stato controllato e la veridicità della catena di narratori (Isnad) è stata faticosamente stabilita. I musulmani sunniti considerano la raccolta di ḥadīth la seconda per autenticità, pochissimo dopo quella del Sahih al-Bukhari. Il Ṣaḥīḥ  di Muslim è diviso in 43 libri, contenenti un totale di 7.190 narrazioni. Tuttavia, è importante rendersi conto che l'Imam Muslim non ha mai affermato di aver raccolto tutte le tradizioni autentiche, in quanto il suo obiettivo era quello di raccogliere solo le tradizioni su cui tutti i musulmani avrebbero concordato nel ritenerle autentiche.
Secondo Munthirī, il libro contiene un totale di 2.200 ḥadīth (senza duplicazioni). Secondo Muhammad Amīn, vi sono 1.400 ḥadīth autentici riportati in altri libri, principalmente nelle sei maggiori collezioni.
I musulmani sunniti considerano questa raccolta come la seconda per importanza, contenente soltanto ḥadīth ṣaḥīḥ (sani): un onore condiviso soltanto con il Sahih al-Bukhari.

Entrambi i libri sono chiamati al-Ṣaḥīḥāni (I due Ṣaḥīḥ) e i loro autori sono citati spesso congiuntamente come gli Shaykhāni (I due sceicchi). I musulmani sciiti respingono invece molte parti di esso, giudicandole come inventate o inaffidabili.

## Commenti e traduzioni
1. Siyāna Ṣaḥīḥ Muslim di Ibn al-Ṣalāḥ, del quale rimangono solo alcune parti iniziali
2. al-Minhaj bi-Sharh Ṣaḥīḥ Muslim di Yahya ibn Sharaf al-Nawawi
3. Fatḥ al-Mulhim
4. Takmilat Fatḥ al-Mulhim
5. Ṣaḥīḥ Muslim (Siddiqui) tradotta dallo studioso musulmano pakistano Abd al-Hamid Siddiqui. Il testo è usato nel USC-MSA Compendium of Muslim Texts
6. Ṣaḥīḥ Muslim (sintesi)
7. Sharḥ Ṣaḥīḥ Muslim, commento di ʿAllāma Ghulām Rasūl Saʿedi